# Houtcomposiet

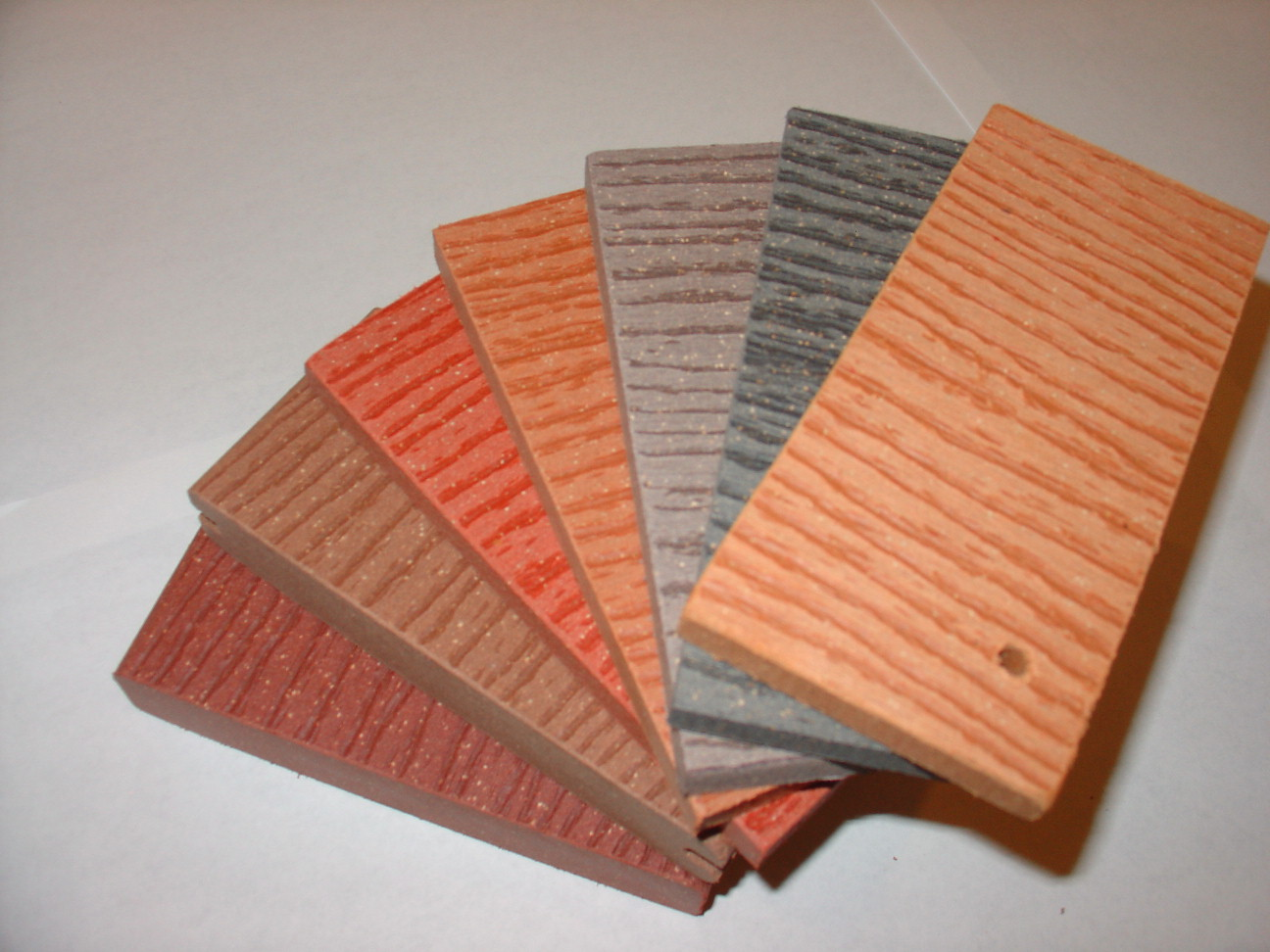
Houtcompositie

Hout-kunststof-composiet (HKC) is een geperst materiaal bestaande uit hout en een thermoplastische kunststof (polymeer). Andere benamingen zijn houtcomposiet of (in het Engels) WPC. 
HKC is een hybride materiaal dat uit minimaal twee verschillende grondstoffen wordt geproduceerd. Voor het hout kunnen loof- en/of naaldhoutvezel of houtmot worden gebruikt. 
Het werd rond 1990 ontwikkeld met als doelstelling het esthetische karakter van hout met de onderhoudsvriendelijkheid van kunststof te verenigen. Het wordt vooral verkocht in de toepassing van vlonderdelen en schuttingen als alternatief voor bijvoorbeeld hout. 
De kwaliteit van HKC is sterk afhankelijk van de kwaliteit van het hout (soort hout, vocht, sterkte, grofheid) en soort kunststof welke wordt toegepast. Daarnaast zijn ook de verhouding van hout/kunststof in de composiet en het productieproces sterk van invloed op de kwaliteit. Veel kwalitatief mindere producten ontstaan omdat producenten/handelaars de verschillende stadia van ontwikkeling, innovatie, grondstof tot en met productie niet in zijn geheel beheersen. Dit is bij de productie van hout-kunststof-composiet essentieel om een kwalitatief probleemloos eindproduct te verkrijgen dat duurzaam is en niet binnen een aantal jaren bijvoorbeeld sterk verkleurt, sterke werking kent (krom trekken) en/of scheurt. 
Het productieproces bestaat uit het persen van een granulaat in een extruder door een extrusieprofiel gevolgd door het gecontroleerd afkoelen in lucht of in water. Door wormwielen in de extruder wordt de grondstof gemalen, gemengd en opgewarmd. In samenwerking met promotors kan er een binding ontstaan tussen de kunststof en het hout. Snelheid van de extrusie is tussen 0,5 en 3 meter per minuut.
Hout-kunststof-composiet is geschikt voor buitenwerk zoals terrasvlonders en schuttingen. 

## Voetnoten
1. ↑  Wat is WPC: kenmerken van de structuur, toepassingsgebied, voordelen. masterdeck.ru. Gearchiveerd op 2 juni 2021. Geraadpleegd op 1 juni 2021.